# Papyrus 46
- Papyrus
- Onciale
- Minuscules
- Lectionnaire

Le Papyrus 46 (dans la numérotation Gregory-Aland), désigné par le sigle {\displaystyle {\mathfrak {P}}}46, est l'un des plus vieux manuscrits du Nouveau Testament en grec, écrit sur du papyrus, et daté avec une grande probabilité entre 175 et 225. Quelques feuilles font partie de la collection des Papyri Chester Beatty, et d'autres se trouvent dans celle de l'Université du Michigan.

## Contenu
{\displaystyle {\mathfrak {P}}}46 contient la plupart des épitres de Paul, bien que quelques pages manquent. Il contient (dans l'ordre) les huit derniers chapitres de l'épitre aux Romains ; toute la lettre aux Hébreux ; quasiment toute l'épitre aux Corinthiens ; toute l'épitre aux Éphésiens, aux Galates, aux Philippiens, aux Colossiens; et deux chapitres de la première épitre aux Thessaloniciens. Tous les feuillets ont perdu quelques lignes en bas de page à cause de la détérioration due au temps.
| Folio         | Contenu                                                                                      | Lieu     |
| ------------- | -------------------------------------------------------------------------------------------- | -------- |
| 1-7           | Romains 1:1-5:17                                                                             | Manquant |
| 8             | Rom 5:17-6:14                                                                                | CB       |
| 9-10          | Rom 6:14-8:15                                                                                | Manquant |
| 11-15         | Rom 8:15-11:35                                                                               | CB       |
| 16-17         | Rom 11:35-14:8                                                                               | Mich.    |
| 18 (fragment) | Rom 14:9-15:11                                                                               | CB       |
| 19-28         | Rom 15:11-Hebrews 8:8                                                                        | Mich.    |
| 29            | Heb 8:9-9:10                                                                                 | CB       |
| 30            | Heb 9:10-26                                                                                  | Mich.    |
| 31-39         | Héb 9:26-1 Corinthiens 2:3                                                                   | CB       |
| 40            | 1 Cor 2:3-3:5                                                                                | Mich.    |
| 41-69         | 1 Cor 3:6-2 Corinthiens 9:7                                                                  | CB       |
| 70-85         | 2 Cor 9:7-fin, Éphésiens, Galates 1:1-6:10                                                   | Mich.    |
| 86-94         | Gal 6:10-fin, Philippiens, Colossiens, 1 Thessaloniciens 1:1-2:3                             | CB       |
| 95-96         | 1 Thess 2:3-5:5                                                                              | Manquant |
| 97 (fragment) | 1 Thess 5:5, 23-28                                                                           | CB       |
| 98-104        | Pourrait être 1 Thess 5:28 - 2 Thess, 1 Timothée, 2 Timothée, Tite, Philémon (voir plus bas) | Manquant |

## Datation
Comme pour beaucoup de manuscrits datés seulement par paléographie, la datation de {\displaystyle {\mathfrak {P}}}46 est incertaine. Le premier éditeur de certaines parties du papyrus, H. A. Sanders, a proposé une date possible aussi tardive que la deuxième partie du IIIe siècle. F. G. Kenyon, éditeur du texte complet, préfère une date durant la première moitié du IIIe siècle. Le manuscrit est maintenant daté parfois autour de 200. Young Kyu Kim a défendu la date exceptionnellement haute d'environ 80. Griffin critique la datation de Kim, défendant comme la date la plus probable entre 175 et 225, avec un indice de confiance de 95 % pour une datation entre 150 et 250. Comfort et Barrett, quant à eux, estiment que {\displaystyle {\mathfrak {P}}}46 date du milieu du IIe siècle.